# Mark Pryor

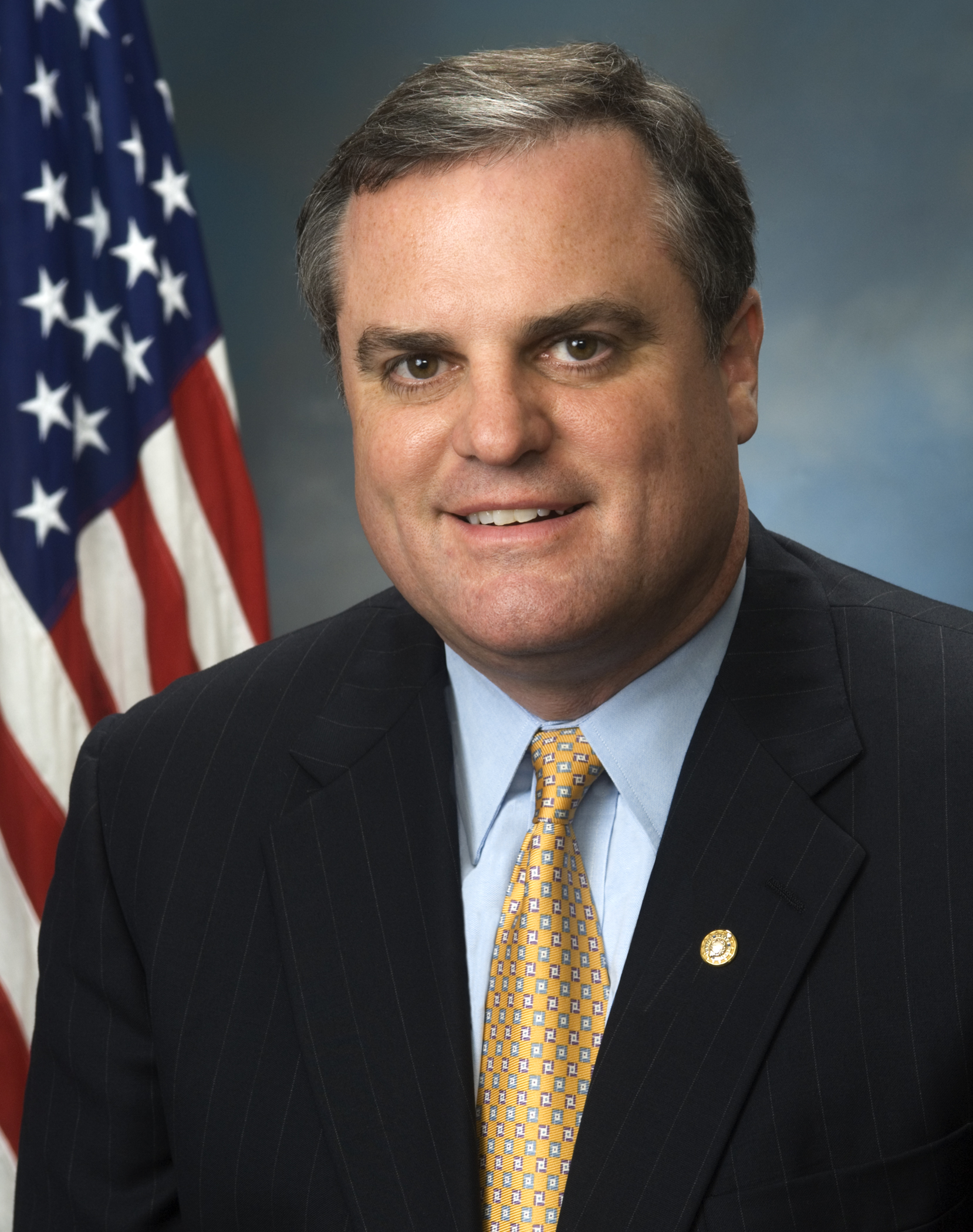
Mark Pryor (2006)

Mark Pryor (* 10. Januar 1963 in Fayetteville, Arkansas) ist ein US-amerikanischer Politiker der Demokratischen Partei. Pryor vertrat den Bundesstaat Arkansas von 2003 bis 2015 im US-Senat.

## Leben
Pryor wurde als Sohn von Barbara Lunsford und dem späteren Gouverneur von Arkansas und US-Senator David Hampton Pryor geboren. Nach seiner Schulzeit in Arkansas studierte Pryor an der University of Arkansas Rechtswissenschaft und erreichte den Bachelor und Juris Doctor. Nach seinem Studium war er zunächst als Rechtsanwalt tätig.

### Politische Karriere
Pryor wurde Mitglied der Demokratischen Partei. 1991 gelang ihm der Einzug in das Repräsentantenhaus von Arkansas, dem er als Abgeordneter bis 1994 angehörte. Vom 12. Januar 1999 bis 3. Januar 2003 war Pryor Attorney General seines Bundesstaates. Bei der Senatswahl 2002 gewann er das frühere Mandat seines Vaters durch einen Sieg über den republikanischen Amtsinhaber Tim Hutchinson und war infolgedessen ab dem 3. Januar 2003 Senator der Vereinigten Staaten. 2008 wurde er, ohne republikanischen Gegenkandidaten, mit großer Mehrheit wiedergewählt. Nach einer weiteren Amtszeit verlor er seinen Sitz durch die Niederlage bei der Wahl 2014 an den republikanischen Kandidaten Tom Cotton, der ihn am 3. Januar 2015 ablöste.

### Religiöse Positionen
Laut Jeff Sharlet steht Pryor der religiösen Organisation The Family nahe; Pryor soll gesagt haben, die Trennung von Kirche und Staat sei übertrieben und Jesus sei nicht gekommen, um Frieden zu bringen, sondern um die Macht zu übernehmen.
Pryor wurde in Bill Mahers satirischem Dokumentarfilm Religulous interviewt, was ihm nationale Bekanntheit einbrachte. Dort zog er die Evolutionstheorie in Zweifel und bekannte sich zum Kreationismus. Er stellte am Anfang fest, dass er ein evangelikaler Christ sei und glaube, das Ende könnte nahe sein. Als Maher ihm daraufhin mitteilt, dass es ihm Sorge mache, dass Menschen, die an „sprechende Schlangen“ glauben, im US-Senat sitzen, sagte er, um in den Senat zu kommen, müsse man keinen IQ-Test absolvieren.

### Politische Positionen
Pryor spricht sich dafür aus, die bisherige Praxis im Gefangenenlager Guantanamo Bay beizubehalten, also den dortigen Gefangenen einen ordentlichen Prozess mit strafprozessualen Rechten nicht zu ermöglichen.
In der entscheidenden Abstimmung am 24. Dezember 2009 stimmte Pryor für die Gesundheitsreform Barack Obamas.
Am 18. Dezember 2010 stimmte er für die Abschaffung der Don’t ask, don’t tell-Richtlinie und damit für die Erweiterung der Rechte homosexueller US-Soldaten.
Er ist gegen das Recht der Frauen, über Abtreibung selbst zu entscheiden (Pro-Life).

### Mitglied der US-Senatsausschüsse
- United States Senate Committee on Appropriations
- United States Senate Committee on Commerce, Science and Transportation
- United States Senate Committee on Homeland Security and Governmental Affairs
- United States Senate Committee on Rules and Administration
- United States Senate Committee on Small Business and Entrepreneurship
- United States Senate Committee on Ethics